# 新宮市立緑丘中学校
新宮市立緑丘中学校（しんぐうしりつ みどりがおかちゅうがっこう）は、和歌山県新宮市にある公立中学校である。

## 校歌
- 佐藤春夫作詞、團伊玖磨作曲による。[1]

## 通学区域
生徒は神倉小学校から進学して来る。
相筋、井の沢、磐盾、浮島、馬町、大橋通、神倉、上本町、五新、下田二丁目（1番・2番・4～7番）、下本町、 新宮1～2695番（2493番を除く）・3404～3867番・6750番・6853番・6875番・7786番・8001～8002番（8002番内のうち43・73・74・77・79を除く）、新町、谷王子町、丹鶴二丁目、丹鶴三丁目（1～5番）、千穂、仲之町、橋本、船町、別当屋敷町、緑ヶ丘一丁目（1番・6～8番）、緑ヶ丘二丁目～三丁目、南檜枝、元鍛治町、薬師町、横町

## 出身者
- 中上健次（小説家）
- デューク更家（ウォーキングドクター、タレント）
- 森浦大輔（プロ野球選手）[3]